# Cascarot
Cascarot (Kaskarot en basque) est le nom donné à une communauté d'habitants du Pays basque français et plus particulièrement à Saint-Jean-de-Luz et Ciboure. 

## Étymologie
Ce mot apparaît en 1702 dans les actes de la paroisse de Ciboure. Cette appellation est sujette à des supputations étymologiques. Plusieurs explications sont possibles. L'une est Nom injurieux attribué à un homme de basse extraction. Une forme moderne moins méprisante qualifie les pratiquants de la danse basque qui portent des grelots cousus à leurs vêtements. Le mot « grelot » en espagnol, catalan ou basque est proche de cascarot (Kaskarot(ak) ou Kaskabilo(ak)). Faute de preuves formelles, il n'est pas possible de trancher sur le plan étymologique,.

## Origine de la communauté
Les mêmes familles qualifiées de Cascarot en 1700 étaient précédemment dans les actes de la paroisse qualifiées de « bohémiens » ou d’« égyptiens ». Selon Philippe Veyrin, les Cascarots sont « issus d'un mélange des cagots avec les Bohémiens […] ».
La présence de cagots, à Ciboure, qui a la communauté reconnue de Cascarots la plus importante, est infime. Aucun acte de la paroisse ne porte ce qualificatif, alors que le pape Léon X avait imposé aux prêtres de donner les sacrements aux cagots. L’évêque de Bayonne avait confirmé ce point en 1710 en demandant d'assimiler les cagots aux autres catholiques. Dans le relevé communal de cette ville, de 1642 à 1779, on trouve dix-sept lépreux ou cagots. Sept sont, de plus, qualifiés de bohémiens et un seul de cascarot.
Ces émigrés expulsés d'Espagne sont souvent qualifiés de Bohémiens (Roms). En fait les gitans , malgré certaines incivilités, étaient protégés par les papes et les inquisiteurs. Ils ne seront chassés d'Espagne ou appréhendés qu'en 1749, sous Ferdinand VI, alors que les Cascarots sont déjà en France. 
Les termes de Cagot et de Bohémien pour cette communauté sont interdits en 1690 par le diocèse de Bayonne. Ces populations sont venues d'Espagne et sont recensées à leur arrivée comme étant des Morisques,. Ces musulmans convertis par obligation au christianisme ont malgré tout été expulsés d'Espagne de 1520 à 1614. 40 000 d'entre eux sont entrés au Pays basque français et au Béarn entre 1609 et 1613. Ils se sont établis dans cette région et en 1614 ils étaient 4 000 à Saint-Jean-de-Luz,.
Devant l'incapacité de la régence de Marie de Médicis de les expulser vers des pays musulmans, qui n'en voulaient plus, ils se sont installés avec l'aval tacite des gouverneurs locaux (Bayonne, Bordeaux) et surtout des responsables locaux qui y voyaient une main d'œuvre bon marché ou qualifiée et qui leur ont fait payer des impôts de 1610 à 1700, sous les appellations de Morisques et d'Andalous.

## Descriptions de la communauté
Dès leur arrivée, ils deviennent sédentaires et pratiquent des métiers artisanaux (charpentiers, pêcheurs, chaudronniers...) ; certains, plus fortunés, achètent des bateaux. À leur arrivée, déjà porteurs de patronymes hispaniques, ils prennent des patronymes locaux (basques ou gascons). Certains venant de la Navarre espagnole (Tudela) parlent la langue basque. Ces habitants sont décrits par M.de Malesherbes en 1767 comme ne parlant que le basque, n'étant pas des Bohémiens et de peau noire; puis par l'adjudant François Lomet en 1802 comme étant des restes des maures expulsés d'Espagne; et enfin  comme ayant le type sémite, andalous, sarrasins et maures par Abel Hugo. Il indique que ces sarrasins sont appelés en basque Cascarotac (en fait forme plurielle Kaskarotak). Cela sera repris par Michel Francisque en 1847, puis régulièrement dans les divers ouvrages sur le Pays basque mystérieux. Serge Lamy dans son Histoire secrète du Pays basque indique que les Cascarots forment un pourcentage appréciable des habitants d’origine espagnole et maure.
En 1800 la population de Ciboure était de 1 459 personnes et la communauté de Cascarots de 50 familles(300 à 500 personnes). Plus tard, après leur assimilation, de nombreux écrits indiquent qu'il n'est plus possible de déterminer dans la population un particularisme physique montrant une origine différente du peuple basque. Aux XVIe et XVIIe siècles, ils ont d'abord accepté en Espagne et en France d'être considérés comme des Bohémiens (Gitans). Ceux-ci sont considérés comme de vrais catholiques et ne subissent pas les tracasseries des Inquisitions, ce qui n'est pas le cas des Morisques. Selon l'auteur espagnol Manuel Martinez Martinez (gitanos y moriscos), les Morisques s'habillaient comme des gitans pour se protéger. 
Des lettres saisies par l'Inquisition montrent que cette communauté implantée à Saint-Jean-de-Luz correspond avec ses amis ou parents restés en Espagne.
Au cours des XVIIe et XVIIIe siècles, ces Morisques se sont intégrés dans la population basque et gasconne locale.
Selon Wentworth Webster, prêtre anglican, collecteur des contes traditionnels du Pays basque, ce sont les Cascarots de Ciboure qui ont introduit le fandango en Labourd en l'empruntant aux Basques espagnols vers 1870.
De même, la danse appelée moresque aurait été apportée, bien avant au XVIe siècle, par les Cascarots. Les danseurs qui portent des grelots ont perpétué cette danse jusqu'à nos jours, au cours des pastorales.

## AuXXIesiècle
Avec l'évolution, le mot Cascarot n'est usité que pour des danseurs basques avec ou sans grelots, en revanche Cascarotte reste le qualificatif d'une femme de pêcheur de Ciboure, avec un sous-entendu désobligeant.